# رقص شمشیر
رقص شمشیر، یکی از انواع رقص با شمشیر است که در فرهنگ مردم سیستانی در شرق ایران یا همان سیستان بزرگ رواج دارد. این رقص از دیرباز در این منطقه حفظ شده است.

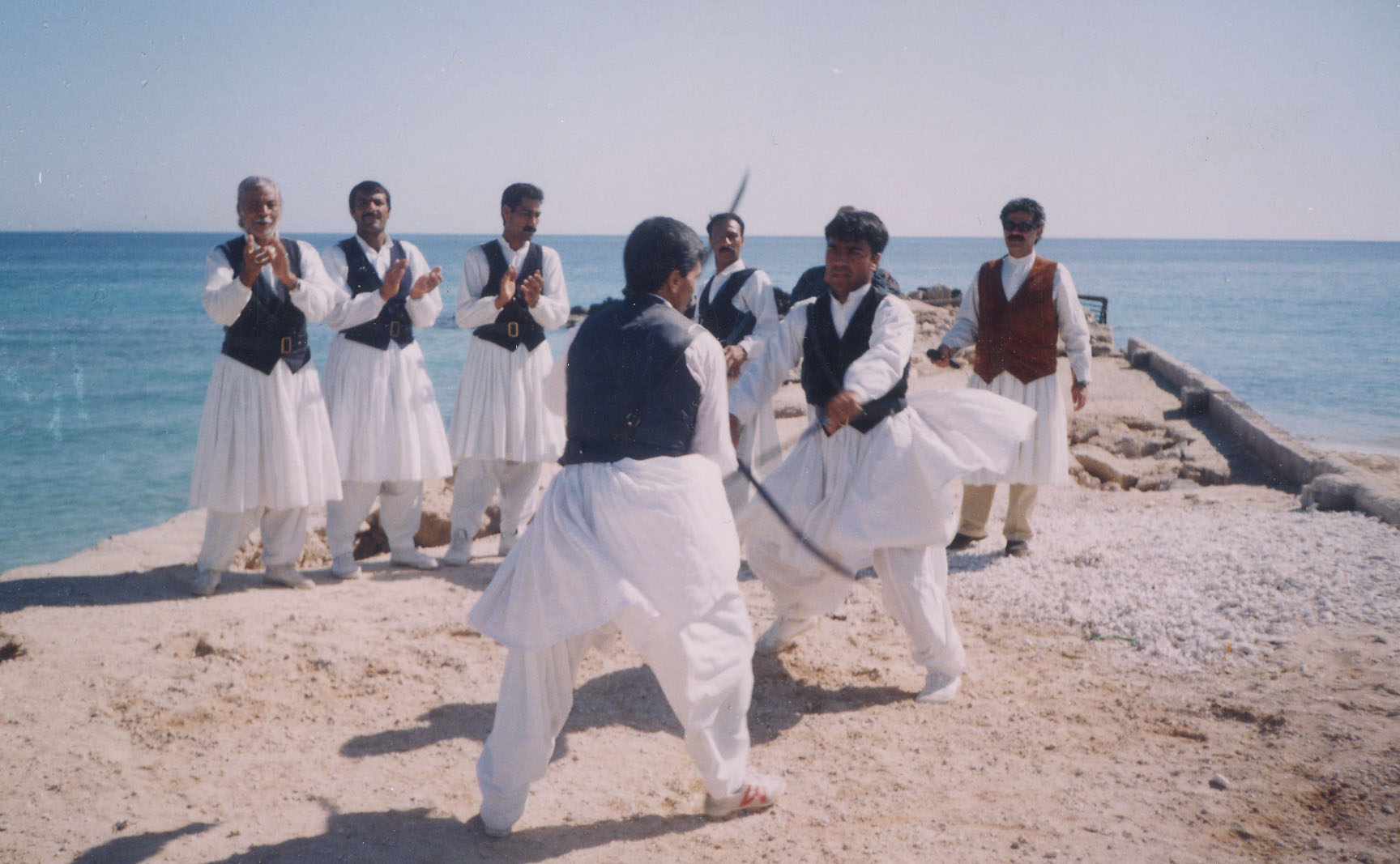
رقص با شمشیر، سیستان

آنچه امروزه به عنوان چوب‌بازی شناخته می‌شود، ادامهٔ رقص شمشیر است که ایرانیان باستان از گذشته برای استمرار آمادگی دفاعی مبارزان خود در زمان صلح با این رقص شمشیر به تقویت روحیه و آمادگی دفاعی نیروهای خود کمک می‌کردند. رقص شمشیر که ابتدا با یک نوع رقص معنوی و چرخش سماعی آغاز می‌شود در اصل همان چرخش حول محور وجود است که در فلسفهٔ رقص‌های سماع آمده است. دستان رو به آسمان و چرخش‌های مرتب و منظم هر یک دارای معانی خاص خود است.

## انسان‌شناختی رقص شمشیر
در رقص فولکلور چوب و شمشیر با سمبولیسم رو به رو هستیم، یعنی رنگ لباس‌ها (سفید) به مثابهٔ نیروی خیر، چوب و شمشیر (ابزار در جنگ) به مثابهٔ نیروی شر در مبارزه با بدی‌ها می‌باشد که این دو نیرو را در برابر یکدیگر قرار می‌دهند.
همچنین لباس‌های پرچین به هنگام نشستن و برخاستن و دور زدن در یک دایره نمایانگر پویایی و حرکت تمام نیروها در زندگی است.
کمربند موجود در لباس، آمادگی افراد را برای رزم نشان می‌دهد. به‌طور کلی نوعی زبان ایماء و اشاره در این رقص به کار گرفته می‌شود تا افراد از طریق ارتباط پیام‌های گوناگون صلح، شادی و غیره را با توجه به کارکردهای مختلف در طول زمان القا نمایند. به عبارت دیگر یکی از رقص‌های آیینی و حماسی است که از پیشینهٔ تاریخی برخوردار است، به این معنا که مناسک گرد هم آیی افراد را در سیستم کنش‌های اجتماعی می‌توان مشاهده نمود.

## تاریخچهٔ رقص شمشیر
در شرق و شمال‌شرقی فلات ایران خارج از مرزبندی‌های سیاسی امروزی، سیستان بزرگ یکی از مهدهای اصلی ایران در رقص‌های آیینی و باستانی آریاییان بوده است.
سیستان سرزمینی است که ساکنانش چه در اسطوره‌های شاهنامه و چه در تاریخ همواره کمربستهٔ دفاع از مرزهای ایران بوده‌اند. آن‌ها سربازان آمادهٔ ایران بودند و رقص شمشیر نیز نمادی از همین پیشینهٔ تاریخی است.
رقص آیینی شمشیر در سیستان رقص دیرپایی است که پیشینهٔ آن به بیش از سه هزار سال پیش می‌رسد که سینه به سینه به نسل‌های بعد منتقل شده است.
پژوهشگرات رقص را دارای قدرت اجتماعی بسیار زیادی می‌دانند که می‌تواند شمار بسیاری از مردان و زنان و جوانان را در حرکت‌های منظم و بر اساس قواعدی ثابت، موزون و معینی متحد سازد.
به همین دلیل تأثیری اجتماعی دارد و می‌تواند بهترین شکل آمادگی برای جنگ باشد. جز این رقص معنای جادویی-آیینی و دینی بسیار مهمی دارد و ایفای همان نقشی را در باور اقوام ابتدایی می‌کند که دعا در فرهنگ‌های پیشرفته انجام می‌دهد.
آنچه امروزه به عنوان چوب بازی در رقص‌های سیستانی‌ها شناخته می‌شود، ادامهٔ رقص شمشیر است که سکاها از گذشته برای استمرار آمادگی دفاعی مبارزان خود در زمان صلح با این رقص شمشیر به تقویت روحیه و آمادگی دفاعی نیروهای خود کمک می‌کردند.
رقص آیینی شمشیر در سیستان جنبهٔ کاملاً دفاعی دارد و داستان دو پهلوان رو در روی یکدیگر است که هر دو سپر به سپر شده و رزم پهلوانی آغاز می‌شود تا یکی شکست بخورد و برای فرد پیروز سرنا یا همان ساز و موسیقی پیروزی می‌زنند.